# ヴァシーリイ・カチャーロフ
ヴァシーリイ・イヴァーノヴィチ・カチャーロフ（ロシア語: Василий Иванович Качалов、Vasilij Ivanovič Kačalov、1875年2月11日（ユリウス暦1月30日） - 1948年10月1日）はロシア・ソ連の俳優で労働赤旗勲章など、様々な称号を贈られた名優である。モスクワ芸術座に所属していた。本名はシュヴェルボヴィチ。

## 経歴
父は牧師であった。1875年1月30日、ヴイリノ市（現・リトアニア ヴィリニュス）の合同派教会牧師の子として生まれる。10歳頃、初めての観劇をする。その際に見た歌劇「デーモン」を見て役者を志すことに。そして劇場によく通うようになり、演劇の真似をするようになる。特に検察官、森、智慧の悲しみなどのセリフを暗記していた。13歳頃には学友を集めて素人劇団を作り、演出も担当。オルリョノフという当時評判の俳優がカチャーロフの才能を認め、俳優になるよう勧めた。カチャーロフは稀にみる美男であり、美声であった。新聞雑誌の劇評も未来の大俳優と書いていた。
サンクトペテルブルク大学では法科で法律を学ぶ。またサンクトペテルブルクにあったアレクサンドリンスキー劇場(ダヴィドフ、ヴァルラーモフ、ダルマトフ、コミサルジェフスカヤなどの名優がいた)に通った。
大学では学生劇団を作り、ダヴィドフに指導をお願いした。1895年にはスヴォ―リンの文学・俳優座旗揚げに加わった。初めて芸名カチャーロフを使用。しかし最初は革新的であったものの徐々に卑俗な出し物になっていったため、ダヴィドフの推薦でカザンの劇団に(カザンの舞台を踏むことが権威とされていた)。
1897年、本職の役者となる。カザンのポロダイ一座で活動(「フョードル一世」シャホフスキー役で絶大の成功)した後、1900年1月にモスクワ芸術座から勧誘を受ける。当時カチャーロフはモスクワ芸術座について、漠然とした知識しかなかった。モスクワ芸術座は田舎周りの役者の間では評判が悪かった。
　「お粗末な劇場さ、役者もいないし、みんな小僧ッ子弟子で　お素人衆で、ハッタリ演出家で、モスクワの商人どもから金をふんだくつて、道楽のために利いた風な真似をしている・・・」

しかし一座の中のモスクワ芸術座支持者(ゴルーベヴァ、クレストフスカヤ、N・N・リトフツェヴァ(後にカチャーロフの妻に))に聞くと、面白いと言う。天才的なスタニスラフスキー、ダンチェンコがいる、と。カチャーロフは経験を積んだ俳優に、天才的な演出家が必要あるのか？と疑問に思った。しかし一座の老俳優が、モスクワなら誰かしらの目にとまるかもしれないから行ってみたらいいのではとアドバイスをくれる。
カチャーロフは決意し、1900年2月にモスクワ芸術座に入団した。100ルーブルで契約と言われたが、200ルーブルで契約させた。(モスクワ芸術座の花形モスクヴィンでさえ75ルーブルであった)
しかし演技を見てもらうと、駄目出しを受け素質はあるが舞台には出せないと言われる。古い芝居の約束事が抜けきらず、自分だけの芝居を見せようとする癖があった。カチャーロフは辞めるか迷うも、好奇心から留まることに。当時稽古していたオストロフスキー「白雪姫」では役が無かったが、稽古にいち早く来て最後に帰り稽古を見た。カチャーロフはそこで自分の眼が開けていくのを感じている。
そして二カ月ほどたったある日、白雪姫のベレンディ役をやってみてくれと言われる。カチャーロフが演じると、周りから拍手が起こった。その後チェーホフ俳優、ゴーリキー俳優としてカチャーロフの右に出るものはいなかった。
1938年　芸術座40周年の公演でグリボエードフ「智慧の悲しみ」チャツキー役で舞台を退く。その後はラジオで朗読などを行う。戦争時には朗読で民衆を癒し多大な貢献をした。

## カチャーロフの役作り
カチャーロフは役について自分からは話さないが、他人の役の話は進んで聞いた。つまり他人から何かヒントを得ていた。また特徴をとても大胆に、グロテスクに取り上げた。また1924年の俳優の創作心理に関する国立芸術科学アカデミーのアンケートへの回答では、「役を準備するとき、あなたはあなたにとつて役が生きてくる瞬間を定めることが出来ますか？」という質問に「出来ません、何となれば役が「生きてくるということ」自体がわたくしにとつては非常にあいまいな概念だからです。」と答えている。
また「相手役のテキストの間違いや、脚色の思いがけない変更や、出の遅れること等はあなたの演技を乱すことが出来ますか？」という質問には「大いに出来ます。」と答えている。